# Föränderligt slätskinn
Föränderligt slätskinn (Fibulomyces mutabilis) är en svampart som först beskrevs av Giacopo Bresàdola, och fick sitt nu gällande namn av Jülich 1972. Fibulomyces mutabilis ingår i släktet Fibulomyces och familjen Atheliaceae.   Inga underarter finns listade i Catalogue of Life.
I den svenska databasen Dyntaxa används istället namnet Leptosporomyces mutabilis för samma taxon.  Arten är reproducerande i Sverige.